# Toamasina
Toamasina (også kaldet Tamatave) er en by i den østlige del af Madagaskar, med et indbyggertal (pr. 2001) på cirka 179.000. Byen er hovedstad i regionen Atsinanana. 